# MPEG-4 파트 14
MPEG-4 파트 14(MPEG-4 Part 14) 또는 MP4 (공식적으로 ISO/IEC 14496-14:2003)는 MPEG-4의 일부로 규정된 멀티미디어 컨테이너 포맷 표준이다. 디지털 비디오와 디지털 오디오 스트림을 저장하는데 사용하는 것이 일반적이며 자막과 스틸 이미지 따위의 기타 데이터를 저장하는데 사용할 수도 있다. 현대의 대부분의 컨테이너 포맷과 동일하게 MPEG-4 파트 14는 인터넷을 통한 스트리밍을 지원한다. 파일 내 스트리밍 정보를 포함하기 위해 별도의 힌트 트랙이 사용된다. 공식적인 기본 확장자는 .mp4이다. MP4 플레이어로 광고되는 일부 장치들은 단순히 MP3 플레이어로서 AMV 비디오나 일부 기타 비디오 포맷도 재생하지만 반드시 MPEG-4 파트 14 포맷을 재생하는 것은 아니다.

## 용어
MPEG-4 파트 14는 간단히 MP4로 줄여서 사용되며 MP4 파일, MP4 컨테이너 등으로 불린다. 대한민국에서는 이와 달리 H.264기반으로 인코딩되어 휴대전화에서 재생가능하도록 제작한 파일을 MP4라고 부르기도 하며, 단순히 파일의 확장자를 변경하여 .mp4, .k3g(KTF/LGT용 휴대전화), .skm(SKT용 휴대전화)끼리 상호 변환할 수 있다.

## 데이터 스트림
- 영상: MPEG-4 파트 10 (H.264 또는 MPEG-4 AVC), MPEG-4 파트 2, MPEG-2, MPEG-1.
- 음성: AAC (MPEG-2 파트 7), MP3 (MPEG-1 음성 계층 3), MPEG-4 파트 3, MP2 (MPEG-1 음성 계층 2), MPEG-1 음성 계층 1, CELP, TwinVQ (최저 비트레이트), SAOL (미디).
- 자막: MPEG-4 파트 17 (3GPP Timed Text)..

## 파일 확장자
공식 파일 확장자가 .mp4로 규정되어 있으나 특정 콘텐츠에 적용하기 위해 다양한 파일 확장자가 사용된다.
- 오디오와 비디오가 포함된 MPEG-4 파일들은 표준 .mp4 확장자를 사용한다.
- 오디오 전용 MPEG-4 파일들은 일반적으로 .m4a 확장자를 갖고 있다.
  - 페어플레이 디지털 권리 관리로 암호화된 오디오 스트림이 있는 MPEG-4 파일은 아이튠즈 스토어를 통해 판매되며 .m4p 확장자를 사용한다. 아이튠즈 스토어가 현재 판매하는 아이튠즈 플러스 트랙들은 암호화되어 있지 않으며 .m4a 확장자를 사용한다.
  - 챕터 마커, 이미지, 하이퍼링크의 메타데이터를 포함하는 오디오 북과 팟캐스트 파일은 .m4a 확장자를 사용할 수 있지만 .m4b 확장자가 더 일반적으로 사용된다. .m4a 오디오 파일은 북마크(bookmark: 마지막 청취 지점 기억)할 수 없지만 .m4b 확장자의 파일은 할 수 있다.
  - 애플 아이폰은 벨소리로 MPEG-4 오디오를 사용하지만 .m4a가 아닌 .m4r 확장자를 사용한다.
- 순수 MPEG-4 비주얼 비트스트림은 .m4v라는 이름의 확장자를 사용하지만 이 확장자는 MP4 컨테이너 포맷의 비디오에 사용되기도 한다.[4]
- 휴대전화는 MPEG-4 파트 12 (MPEG-4/JPEG2000 ISO 기반 미디어 파일 포맷)로서 3GP를 사용하는데 이는 MP4와 비슷하다. .3gp와 .3g2 확장자를 사용한다. 이 파일들은 비 MPEG-4 데이터(H.263, AMR, TX3G)를 저장할 수도 있다.

## 호환 소프트웨어
- 3ivx
- 아마록
- 밴시 음악 플레이어
- 푸바2000
- 곰플레이어
- 아이튠즈
- 아이리버 플러스 3
- 제트오디오
- The KMPlayer
- KSP 사운드 플레이어
- 미디어 플레이어 클래식
- MPlayer
- 네로 버닝 롬 (네로 쇼타임)
- 노키아 PC 스위트
- 포토 채널 (Wii)
- 퀵타임 플레이어
- 리얼플레이어
- 송버드
- VLC 미디어 플레이어
- 윈앰프
- 엑스박스 미디어 센터
- Xine
- 준 마켓플레이스
- 톡플레이어

## 같이 보기
- 오디오 코딩 포맷
- 고효율 비디오 코딩

## 참조
1. ↑  3GPP2 (2007년 5월 18일). “3GPP2 C.S0050-B Version 1.0, 3GPP2 File Formats for Multimedia Services” (PDF). 3GPP2: 67, 68. 2009년 10월 7일에 원본 문서 (PDF)에서 보존된 문서. 2009년 6월 12일에 확인함.
2. ↑  “MP3≠MP4！区别和认识MP3与MP4的不同！”. Beareyes. 2008년 10월 11일에 원본 문서에서 보존된 문서. 2013년 2월 9일에 확인함.
3. ↑  “走出MP4误区：跟视频沾一边的播放器就是MP4”. 西北IT网. 2008년 6월 18일에 원본 문서에서 보존된 문서. 2013년 2월 9일에 확인함.
4. ↑  Doom9's Forum, MP4 FAQ, Retrieved on 2009-07-15